# ハクチカラ
ハクチカラ（欧字名:Haku Chikara、1953年4月20日 - 1979年8月6日）は、日本の競走馬、種牡馬。
1956年の東京優駿（日本ダービー）、1957年の天皇賞（秋）と有馬記念などを制したのち、1958年より史上初めてアメリカへの長期遠征を行い、翌1959年にワシントンバースデーハンデキャップ（1963年San Luis Obispo Handicapに改名）に優勝、日本調教馬として初めて日本国外の重賞制覇を達成した。またこの遠征は、主戦騎手であった保田隆芳がアメリカ式のモンキー乗りを習得し、日本で広く普及させる契機ともなった。競走馬引退後は青森県で種牡馬となったのち1968年にインドに寄贈され、同地でクラシック競走優勝馬を数頭出したのちに1979年に死亡した。栗毛の国際派と呼ばれた。
1957年啓衆社賞年度代表馬、1984年JRA顕彰馬に選出。半弟に重賞を4勝したヤシマフアースト（父ヤシママンナ）がいる。

## 経歴

### 生い立ち
1953年、北海道浦河町のヤシマ牧場に生まれる。同場は前年に流行した馬伝染性貧血によりヤシマヒメ、ヤシマドオターといった有力牝馬を失っており、当年誕生したのは本馬も含め4頭のみであった。幼名はヤシマコルテス。幼駒の頃から骨量豊かながっしりとした体格で期待を寄せられた。場主の小林庄平は本馬を売らないつもりでいたが、馬主の西博（西製綱社長）がたってと望んだことから、東京競馬場所属の調教師・尾形藤吉の口添えにより西に売却される。売却額の300万円は当時の最高価格で、日本ダービーの1着賞金200万円を上回るものであった。
東京競馬場の尾形厩舎に入った後も順調に調教を積まれ、同厩舎のホマレモン、ケンセイと共に「尾形の三羽烏」といわれた。

### 中央競馬における戦績

#### 3-4歳（1955－1956年）
10月1日、中山競馬場の新馬戦でデビュー。八木沢勝美を背に、2着に4馬身差を付けて初戦勝利を挙げた。以後も中山開催で連勝を続け、5戦5勝で関東の3歳王者戦・朝日杯3歳ステークスを迎える。当日は圧倒的な1番人気に支持され、スタートが切られると激しい先行争い制し先頭でレースを進めた。しかし最後の直線から並び掛けたキタノオーとの競り合いに敗れ、3/4馬身差の2着。初の敗戦を喫してシーズンを終えた。以後、キタノオーとは長くライバル関係となる。
休養の後、翌年3月末にオープン競走で2着となった後、4歳クラシック初戦・皐月賞を迎えた。当年は例年開催の中山競馬場が改装中のため、東京競馬場で開催された。当日は前哨戦のスプリングステークスを制していたキタノオーが1番人気、ハクチカラは2番人気となったが、レースでは全く見せ場のないまま、7番人気の穴馬ヘキラクの12着と大敗を喫した。競走後、担当厩務員がハクチカラの慢性的な下痢を改善しようと、尾形の許可なく人間用の整腸剤を投与していたことが判明、担当はベテランの中沢徳次に交代された。以後ダービーに向けて態勢立て直しが図られ、中沢は1日3時間睡眠でハクチカラの看護に当たった。1ヶ月後、騎手が保田隆芳に替わったオープン競走で勝利。6月3日に日本ダービーを迎えた。

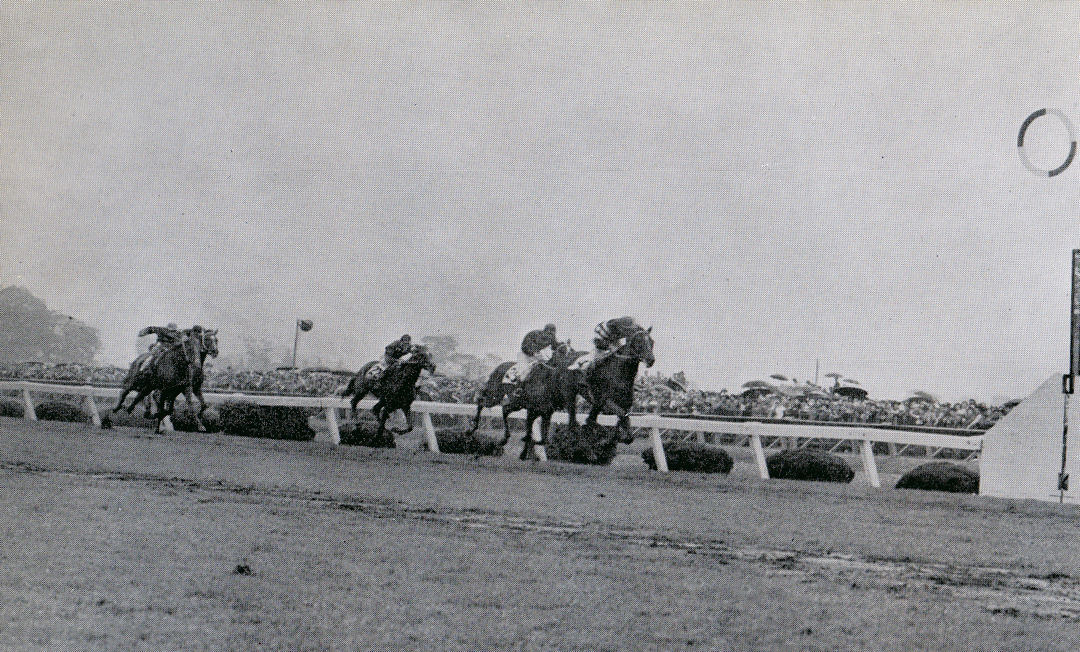
日本ダービー決勝線手前の様子
（ゼッケン4番）

当日は降雨で重馬場となったなか、キタノオー、ヘキラクに次ぐ3番人気であった。レースは外枠に入ったヘキラクとキタノオーがスタート直後に内側に斜行し、煽りを受けたエンメイ、トサタケヒロの2頭が落馬という展開で始まった。好スタートを切っていたハクチカラはこの影響を受けることなく先団5番手を進むと、最後の直線でキタノオーを一気に交わして先頭に立ち、そのまま独走。同馬に3馬身差を付けて優勝した。騎乗した保田はデビュー20年目でダービージョッキーとなった。ハクチカラは第2コーナーで左前脚の蹄鉄を落としていたといい、尾形は「それでよく走り通したものだと感心した」と述懐している。なお、スタートの斜行で落馬した2頭のうち、エンメイは競走能力を喪失し、騎乗していた阿部正太郎も重傷を負ったことから、この競走をきっかけとして騎手や調教師も交えた事故調査委員会が組織され、競馬施行規定の改正、人馬の救護体制強化パトロールタワー（監視塔）の設置といった改革が行われた。競走中の斜行禁止、充分な間隔がない中での内側からの追い抜き禁止といった騎手の御法についての規制もこのとき定められている。
夏の休養を経て、9月に復帰。緒戦のオープン戦を制した後、セントライト記念では勝ったキタノオーから1馬身余の4着。その後、クラシック最終戦の菊花賞に備えて京都競馬場に入り、オープン戦を勝って菊花賞に臨んだ。当日は圧倒的1番人気のキタノオーに次ぐ2番人気に支持されたが、後方待機策から最後の直線で鋭く伸びたキタノオーに対し、ハクチカラは中団から伸びを欠いて5着に終わった。
菊花賞の後は関東に戻り、カブトヤマ記念、ハンデキャップ競走を連勝。年末には当年創設されたファン投票によるオールスター競走・中山グランプリに出走。出走12頭中の8頭が八大競走優勝馬という顔触れで、当日は5番人気であった。レースは1番人気のメイヂヒカリが2着キタノオーに3馬身半差を付けて圧勝。ハクチカラは中団からミッドファーム、ヒデホマレと馬体を接して入線し、両馬からハナ、ハナ差の5着でシーズンを終えた。

#### 5歳（1957年）
翌1957年、春まで休養に入ったキタノオーに対し、ハクチカラは年頭から出走を続けた。緒戦から3、2、2着と勝ち切れなかったが、3月24日の目黒記念（春）で、休養から復帰してきたキタノオーを5着に退けて重賞3勝目を挙げる。この後、天皇賞（春）に備えて西下したキタノオーに対し、ハクチカラは関東に留まり、6月末までに東京盃、日経賞を含む4勝を加えた。
休養を経ての秋は毎日王冠を制した後、65kgの負担重量で臨んだオールカマーで目黒記念（春）以来の対戦となったキタノオーに敗れ2着となった。この競走では「アラブの怪物」と呼ばれたアングロアラブのセイユウが先頭でレースを引っ張っていたが、同馬の実力を知る蛯名武五郎（ヘキラク騎乗）が、動こうとしない保田に対し後方から「ダービー馬がアラブに負けてもいいのか！」と発破を掛け、これに応じて早めにセイユウを捉えに動いた結果、最後にキタノオーに差されたというエピソードが残っている。
2週間後に目黒記念（秋）で再びキタノオーと対戦し、半馬身差で前走の雪辱を果たした。この後、キタノオーは脚を痛めて休養に入り、これが両馬の最後の対戦となった。先着回数はハクチカラ4回に対しキタノオー6回であった。なお、キタノオーは先祖の血統が不詳のサラブレッド系種あったことから種牡馬入りが遅れ、翌年10月に急性肺炎にかかり現役のまま死亡している。
その後のハクチカラは天皇賞（秋）に優勝（このときの単勝支持率85.9％は現在でもJRA史上最高）、年末には中山グランプリから改称された有馬記念にファン投票1位の身で出走。2、3番手から抜け出して、2着オンワードゼアに3馬身差をつけて制した。このとき単勝式馬券は100円の元返しであった（単勝支持率76.1％）。当年、年度代表馬に選出された。

### アメリカ遠征

#### 輸送

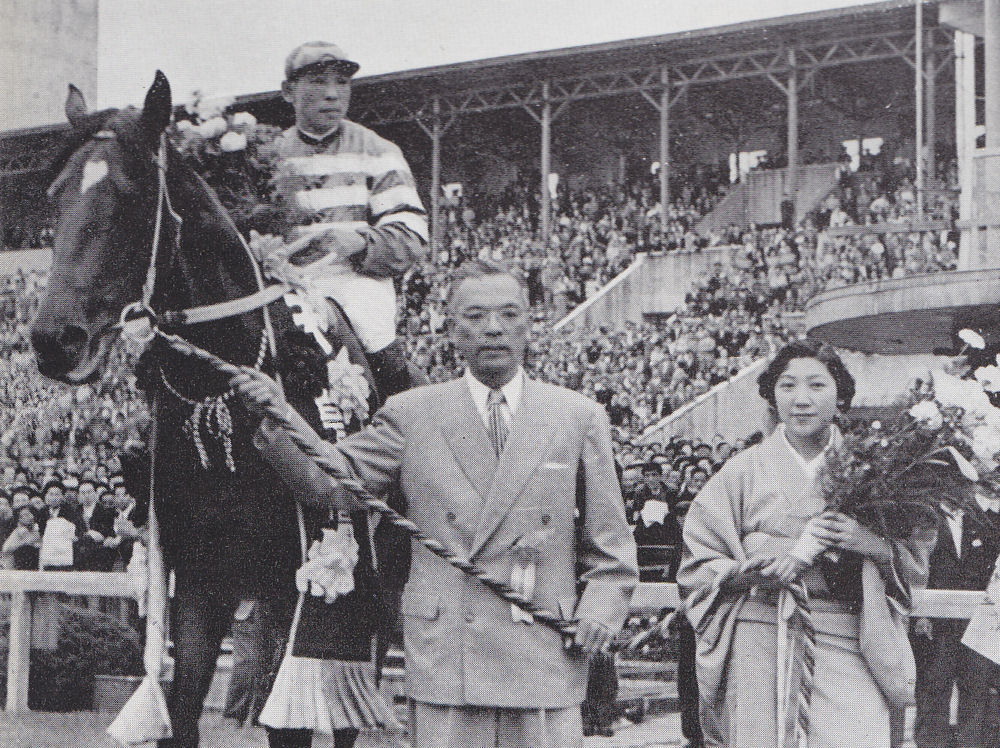
遠征を断念したハクリョウ。体高（キ甲＝首と背の境から足元まで）172cmという群を抜く巨体であった。騎手は保田隆芳、轡を取っている人物が西博。

有馬記念を制した後、ハクチカラをアメリカへ遠征させる計画が本格的に持ち上がり、7月12日にカリフォルニア州のハリウッドパーク競馬場で行われるハリウッドゴールドカップを最大目標に、5月26日の出発と決定。日本中央競馬会とハリウッド・ターフ・クラブが遠征費用の一部を補助するという後援態勢もあった。これは明治時代末期にロシアのウラジオストクで開催され、日本から多数の人馬が参加した日露大競馬会以来、半世紀ぶりの本格的な外国遠征であり、欧米地域に向けては初めての挑戦であった。
西博と尾形は1954年にハクリョウをワシントンD.C.インターナショナルに出走させようとしたが、巨体が貨物室に入らず断念した経験があり、万全を期すため家畜輸送の経験が豊富な商社である野澤組の協力を仰いだ。家畜の航空輸送に取り組もうとしていた野澤組はこれを快諾し、その輸送に際して旅客機であるDC-4の座席を取り払ったチャーター機を手配した。航空機への積み込みに当たっては、まず昇降口の高さに台を置き、木箱に入れたハクチカラをクレーンでその台上まで吊り上げ、然るのちに箱の扉を開けてハクチカラを乗り込ませる、という手順が考案された。しかし当日は強風であったことから台が揺れ、ハクチカラがなかなか乗り込まず、作業完了までに2時間以上を要した。
ハクチカラに随行するのは騎手兼厩務員の役割を与えられた保田と、野澤組から出された石田禮吉の2名のみであった。この輸送に際しては、もしハクチカラが機内で暴れ、安全な航行に支障を来すと判断された場合、機長にはハクチカラを射殺する権限が与えられていた。しかし保田によれば元が旅客機であるDC-4での航行は至極快適なものであったという。羽田空港からアラスカでの給油を経てシアトルで検疫を行ったのち、目的地ロサンゼルスに到着。空港では馬用のスロープが用意されており、保田は日本とアメリカにおける馬文化の違いを感じたという。ハリウッドパーク競馬場のボブ・ウィラー（Robert L. Wheeler）厩舎に入ったのは5月29日の夕刻であった。なお、保田と石田は現地の新聞社から取材を受け、その様子は次のようにまとめられた。

#### アメリカにおける戦績
翌日には競走の合間を利用して観客の前で400メートルほどのデモンストレーション走行が行われた。これは保田の技術をアピールする場ともなり、この後に保田は現地のジョッキーライセンスを取得し、ハクチカラの出走時に騎乗することが可能となった。ハクチカラ自身は、アメリカの飼料の栄養価が日本のものより高いことから、給養量を減らされたことによる空腹感に苛ついた様子を見せ、寝わらを食べてしまう行動が見られた。またハリウッドパークの軟らかい馬場にフォームを崩し、日本では履いていなかったスパイク蹄鉄も負担となり骨膜炎の症状が出て調教は思うように進まなかった。
7月2日、アローワンス競走（一般戦）でアメリカでの初戦を迎え、上手くゲートを出たものの、道中の中団から直線入り口ですでに最後方というレースで、1着馬から15馬身離された最下位9着と大敗。2戦目も同じく最下位9着に敗れた。この結果、最大目標としていたハリウッドゴールドカップを断念し、次走にはゴールドカップの後に臨む予定となっていたサンセットハンデキャップが選ばれた。この競走の前には馬主の西が現地に入ったが、ハクチカラの様子を見て「体も太いし、動作も心なしか鈍い。カリフォルニアぼけしているんじゃないか」と話した。競走を前にして保田と石田が馬場を歩いたところ、コースの外寄りに散水車の轍と見られる非常に硬い箇所を発見、現地のトップ騎手であるウィリー・シューメーカーがレースで外目を通る様子もあったことから、ここを狙って走らせることとし、また西の指示により、後方待機からの直線勝負に賭けることも決まった。当日はゴールドカップの優勝馬ギャラントマンより10kg軽い負担重量に恵まれ、6頭立ての4番手で最後の直線に入ると、伸び脚を見せて3番手の馬に追いすがり、ハナ差まで迫って入線。4着となり、初めて賞金1万ドルを獲得した。勝ったギャラントマンからは10馬身離されていたが、西は周囲のアメリカ人から盛んに祝福され、翌日の現地新聞はギャラントマンよりもハクチカラに大きな紙面を割き、その健闘を称えた。
当初アメリカ遠征はこれで終了する予定であったが、ハクチカラを受け入れていたボブ・ウィラーが、いましばらくアメリカに滞在させればハクチカラは現地の競馬に対応できるようになるとして、デルマー競馬場へ転戦させることを提案する。西もこれを承諾し、ハクチカラの滞在続行が決定。これに伴い調教管理もウィラーに任せられ、保田は騎手として携わることになった。デルマーでは2戦を走りともに6着。ここで尾形が保田に帰国を促し、保田はハクチカラを残して先に帰国した。騎手がエディ・アーキャロに変わった6戦目、アメリカで初めて芝コースへの出走となったトーナメントオブロージズ賞で2着。この後好走が続き、3着、2着、5着、4着と上位入線を繰り返した。

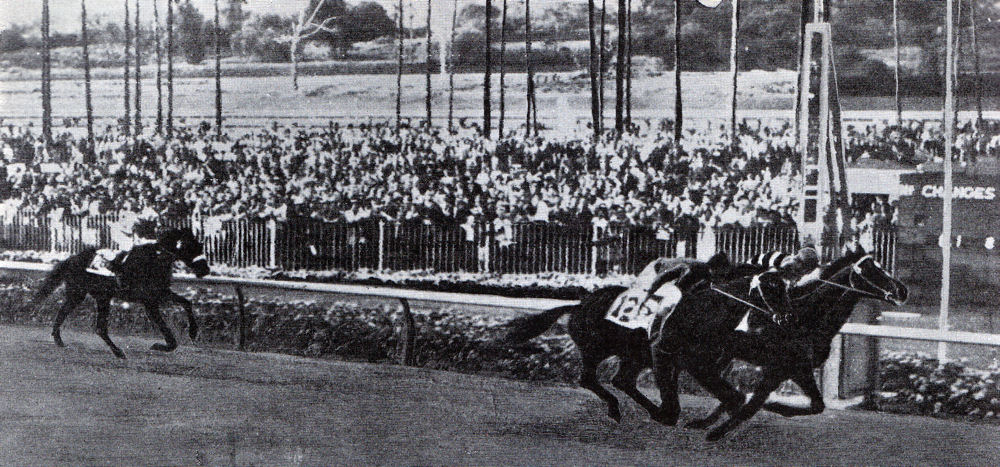
アメリカ初勝利の瞬間。内側埒沿いがハクチカラ

そして11戦目、レイモンド・ヨーク（Raymond York）が騎乗したワシントンバースデーハンデキャップ（San Luis Obispo Handicapと改名後2011年で休止。当時の格付けはG2）では、16頭立て15番人気という評価ながら、前半800メートルを過ぎる辺りで先頭に立つと、そのままゴールまで逃げきって日本競馬史上初となるアメリカ競馬での勝利を挙げた。11.5kgもの負担重量差や、相手に故障のアクシデントがあったとはいえ、当時の世界賞金記録を持っていたラウンドテーブルを破ってのものであり、日本の新聞社は写真入りの記事でハクチカラの勝利を伝えた。2着はアルゼンチンの馬で、その後アメリカでサンマルコハンデキャップなどに勝ったアニサド。3着はイギリスのオータムブリーダーズ2歳ステークスを勝ったアオランギ、4着はセントルイスダービーやオマハGC、タンフォランHに勝ったキングカナスタであった。
ハンデに関しては、ラウンドテーブルだけが134ポンドと飛び抜けて重く、そのほかの出走馬は104～115ポンド（例えば同年のサンルイレイSに勝ったインファントリーは110ポンドであった）とハクチカラ（109ポンド）だけが軽いわけではなかった。
当時はグレード制導入前であり、ワシントンバースデーハンデキャップの位置づけには議論がある。しかしながら1着賞金が5万ドルもあり、ケンタッキーダービーの1着賞金が11万9650ドルであったことを考えれば高賞金のレースである。なお、この1レースの賞金だけで、ハクチカラが日本で稼いだ総賞金を超えてしまった。
この勝利について、尾形藤吉は著書の中で「ハンデも軽かったが、遠征するからには、少なくとも半年前に行って育成調教する必要があるということだろう」と感想を述べている。
その後は6戦したが、最下位かブービーが続き引退。海外での成績は17戦1勝であった。日米の通算成績は49戦21勝。これは歴代日本ダービー馬の最多出走記録である。このあと、日本生産馬としては2002年のサンデーブレイク、日本調教馬としては2005年のシーザリオまで、アメリカの重賞を勝つことはなかった。

### 引退後
競走生活から退いたハクチカラは、日本に帰国して青森県で種牡馬となったが、当時は内国産種牡馬を軽視する風潮があり、アラブ馬との交配が多く活躍馬には恵まれなかった。1968年2月にインドに寄贈され、再度海を越えることになる。インドでは国立クニガル牧場に繋養され、トーカイドーエクスプレス（カルカッタゴールドカップ、マドラスゴールドカップ、カルカッタセントレジャー）など数頭のインドのクラシック優勝馬を出したあと、1979年に老衰のため27歳（新表記26歳）で死亡した。その死後、1984年に中央競馬で顕彰馬制度が発足し、ハクチカラは第1回選考で顕彰馬に選ばれ殿堂入りを果たした。

## 競走成績
以下の内容は、『優駿』2011年7月号、125頁に基づく。（日本での競走のみ、他アメリカで17戦1勝）
| 競走日 | 競走日 | 競走日 | 競馬場 | 競走名             | 距離（馬場）  | 頭数 | 人気 | 着順 | タイム   | 着差    | 騎手       | 斤量 [kg] | 1着馬/（2着馬）    |
| ------ | ------ | ------ | ------ | ------------------ | ------------- | ---- | ---- | ---- | -------- | ------- | ---------- | --------- | ------------------ |
| 1955.  | 10.    | 1      | 中山   | 3歳新馬            | 芝1000m（稍） | 5    | 1    | 1着  | 1:02 4/5 | 4身     | 八木沢勝美 | 51        | （クダンホマレ）   |
|        | 10.    | 16     | 中山   | 3歳優勝            | 芝1100m（良） | 5    | 1    | 1着  | 1:07 0/5 | 1 3/4身 | 八木沢勝美 | 51        | （マイウエイ）     |
|        | 10.    | 23     | 中山   | 3歳オープン        | 芝1100m（良） | 7    | 1    | 1着  | 1:07 2/5 | 2身     | 八木沢勝美 | 52        | （トツカン）       |
|        | 11.    | 6      | 中山   | 3歳優勝            | 芝1100m（良） | 6    | 1    | 1着  | 1:06 2/5 | 3/4身   | 八木沢勝美 | 52        | （ホマレモン）     |
|        | 12.    | 4      | 中山   | 3歳オープン        | 芝1100m（良） | 8    | 1    | 1着  | 1:06 4/5 | 2 1/2身 | 八木沢勝美 | 54        | （オートネ）       |
|        | 12.    | 11     | 中山   | 朝日盃3歳S         | 芝1100m（良） | 11   | 1    | 2着  |          | 3/4身   | 八木沢勝美 | 52        | キタノオー         |
| 1956.  | 3.     | 31     | 東京   | 4歳オープン        | 芝1600m（重） | 8    | 1    | 2着  |          | アタマ  | 八木沢勝美 | 57        | クダンホマレ       |
|        | 4.     | 22     | 東京   | 皐月賞             | 芝2000m（良） | 16   | 2    | 12着 |          |         | 八木沢勝美 | 57        | ヘキラク           |
|        | 5.     | 20     | 東京   | 4歳オープン        | 芝1400m（稍） | 5    | 1    | 1着  | 1:27 4/5 | 2 1/2身 | 保田隆芳   | 57        | （チカラボシ）     |
|        | 6.     | 3      | 東京   | 東京優駿           | 芝2400m（重） | 27   | 3    | 1着  | 2:36 1/5 | 3身     | 保田隆芳   | 57        | （キタノオー）     |
|        | 9.     | 22     | 東京   | オープン           | 芝1800m（稍） | 6    | 1    | 1着  | 1:55 0/5 | 3/4身   | 八木沢勝美 | 60        | （ミスフエーデル） |
|        | 10.    | 7      | 東京   | セントライト記念   | 芝2400m（良） | 8    | 3    | 4着  |          |         | 八木沢勝美 | 61        | キタノオー         |
|        | 11.    | 3      | 京都   | オープン           | 芝1800m（良） | 5    | 1    | 1着  | 1:53 2/5 | 1 1/4身 | 保田隆芳   | 60        | （ツキシマ）       |
|        | 11.    | 18     | 京都   | 菊花賞             | 芝3000m（良） | 14   | 2    | 5着  |          |         | 保田隆芳   | 57        | キタノオー         |
|        | 12.    | 2      | 東京   | カブトヤマ記念     | 芝2000m（良） | 9    | 1    | 1着  | 2:06 1/5 | 1 1/2身 | 保田隆芳   | 59        | （ミネオー）       |
|        | 12.    | 16     | 中山   | 特殊ハンデキヤツプ | 芝1800m（良） | 7    | 1    | 1着  | 1:53 0/5 | クビ    | 保田隆芳   | 61        | （ミスセイジユ）   |
|        | 12.    | 23     | 中山   | 中山グランプリ     | 芝2600m（良） | 12   | 5    | 5着  |          |         | 保田隆芳   | 54        | メイヂヒカリ       |
| 1957.  | 1.     | 6      | 中山   | ニューイヤーS      | 芝1800m（良） | 12   | 1    | 3着  |          |         | 保田隆芳   | 62        | フエアマンナ       |
|        | 1.     | 20     | 中山   | 金盃               | 芝2600m（良） | 13   | 1    | 2着  |          | 2 1/2身 | 保田隆芳   | 60        | ホマレモン         |
|        | 3.     | 17     | 東京   | オープン           | 芝1600m（良） | 5    | 2    | 2着  |          | 3/4身   | 高橋久男   | 60        | フエアマンナ       |
|        | 3.     | 24     | 東京   | 目黒記念（春）     | 芝2500m（良） | 8    | 3    | 1着  | 2:36 4/5 | 1/2身   | 保田隆芳   | 61        | （ヘキラク）       |
|        | 4.     | 6      | 中山   | オープン           | 芝1800m（良） | 5    | 1    | 4着  |          |         | 保田隆芳   | 59        | フエアマンナ       |
|        | 5.     | 3      | 東京   | オープン           | 芝1800m（良） | 5    | 1    | 1着  | 1:55 1/5 | 1 3/4身 | 保田隆芳   | 59        | （マサル）         |
|        | 5.     | 12     | 東京   | 東京盃             | 芝2400m（重） | 6    | 1    | 1着  | 2:32 2/5 | 8身     | 保田隆芳   | 60        | （ホマレモン）     |
|        | 6.     | 9      | 東京   | 安田賞             | 芝1600m（良） | 9    | 1    | 2着  |          | 1 1/4身 | 保田隆芳   | 64        | ヘキラク           |
|        | 6.     | 22     | 中山   | オープン           | 芝1700m（良） | 5    | 1    | 1着  | 1:50 2/5 | 1 1/2身 | 保田隆芳   | 58        | （ヘキラク）       |
|        | 6.     | 30     | 中山   | 日本経済賞         | 芝3200m（重） | 3    | 1    | 1着  | 3:36 3/5 | 6身     | 保田隆芳   | 60        | （サザンラツド）   |
|        | 9.     | 22     | 中山   | 毎日王冠           | 芝2600m（良） | 4    | 1    | 1着  | 2:47 1/5 | 3/4身   | 保田隆芳   | 60        | （ホマレモン）     |
|        | 10.    | 20     | 中山   | オールカマー       | 芝2000m（重） | 8    | 3    | 2着  |          | 1/2身   | 保田隆芳   | 65        | キタノオー         |
|        | 11.    | 3      | 中山   | 目黒記念（秋）     | 芝2600m（良） | 6    | 3    | 1着  | 2:45 2/5 | 1/2身   | 保田隆芳   | 64        | （キタノオー）     |
|        | 11.    | 23     | 東京   | 天皇賞（秋）       | 芝3200m（良） | 5    | 1    | 1着  | 3:29 3/5 | 1身     | 保田隆芳   | 58        | （タメトモ）       |
|        | 12.    | 22     | 中山   | 有馬記念           | 芝2600m（良） | 9    | 1    | 1着  | 2:49 0/5 | 3身     | 保田隆芳   | 55        | （オンワードゼア） |

## 保田のモンキー乗り習得
アメリカでの騎乗ではよいところのなかった保田であるが、このハクチカラ遠征によるアメリカ滞在中に日本競馬史に残る、保田自身にとっても大きな転機を迎えることになった。それは当地の騎乗技術、すなわちモンキー乗りを習得したことである。1900年代初頭から日本にもモンキー乗りは伝わっていたが、日本では長らく長鐙で伝統的な天神乗りとの中間的な「半モンキー」ともいうべき様式であった。保田自身も当時38歳で身体が硬くなりつつあり、年々鐙を長くして騎乗していたが、渡米以前からニュース映画でアメリカ競馬の様子を見てモンキー乗りに対する興味を抱いており、遠征を機にアメリカ式のモンキー乗り習得を試みた。
鐙を極端に短くしたフォームは足腰への負担が増すため、すぐに自分のものにすることはできなかったが、身体を慣らしながら徐々に鐙を短くしていった。帰国後もそのフォームで騎乗するようになると、従来追い込みの作戦を得意としていた保田が、逃げ・先行策も積極的に採って次々と勝利を挙げ、帰国の翌年から3年連続でリーディングジョッキー（年間最多勝利騎手）の座に就いた。40歳を目前にして新しいフォームの習得に取り組んだ保田の姿勢はファンからも高く評価された。以後日本の騎手の間にもアメリカ式のモンキー乗りは広く普及し、保田は日本におけるモンキー乗りの祖としても名を残している。

## 年度別成績
- 1955年（6戦5勝）
  - 2着 朝日杯3歳ステークス
- 1956年（11戦6勝）
  - 1着 東京優駿、カブトヤマ記念
- 1957年（15戦9勝）
  - 1着 天皇賞（秋）、有馬記念、目黒記念（春）、目黒記念（秋）、東京杯、日本経済賞、毎日王冠
  - 2着 金杯、安田賞、オールカマー
- 1958年（6戦0勝）
  - 2着 トーナメントオブロージズ賞
- 1959年（11戦1勝）
  - 1着 ワシントンバースデーハンデキャップ（現在のサンルイスオビスポハンデキャップ、San Luis Obispo Handicap）
  - 2着 カリフォルニア州共進会賞

## 血統表
| ハクチカラの血統（ブランドフォード系 / Orby5×5=6.25%） | ハクチカラの血統（ブランドフォード系 / Orby5×5=6.25%） | ハクチカラの血統（ブランドフォード系 / Orby5×5=6.25%） | （血統表の出典）        | （血統表の出典） |
| 父 トビサクラ 1942 栗毛                                | 父の父*プリメロ Primero 1931 鹿毛                      | Blandford                                              | Swynford                | Swynford         |
| 父 トビサクラ 1942 栗毛                                | 父の父*プリメロ Primero 1931 鹿毛                      | Blandford                                              | Blanche                 |                  |
| 父 トビサクラ 1942 栗毛                                | 父の父*プリメロ Primero 1931 鹿毛                      | Athasi                                                 | Farasi                  | Farasi           |
| 父 トビサクラ 1942 栗毛                                | 父の父*プリメロ Primero 1931 鹿毛                      | Athasi                                                 | Athgreany               |                  |
| 父 トビサクラ 1942 栗毛                                | 父の母*フライアースメードン Friar's Maiden 1931 鹿毛   | Friar Marcus                                           | Cicero                  | Cicero           |
| 父 トビサクラ 1942 栗毛                                | 父の母*フライアースメードン Friar's Maiden 1931 鹿毛   | Friar Marcus                                           | Prim Nun                |                  |
| 父 トビサクラ 1942 栗毛                                | 父の母*フライアースメードン Friar's Maiden 1931 鹿毛   | Tetrarch Girl                                          | The Tetrarch            | The Tetrarch     |
| 父 トビサクラ 1942 栗毛                                | 父の母*フライアースメードン Friar's Maiden 1931 鹿毛   | Tetrarch Girl                                          | Affinity                |                  |
| 母 昇城 1944 栗毛                                      | 母の父*ダイオライト Diolite 1927 黒鹿毛                | Diophon                                                | Grand Parade            | Grand Parade     |
| 母 昇城 1944 栗毛                                      | 母の父*ダイオライト Diolite 1927 黒鹿毛                | Diophon                                                | Donnetta                |                  |
| 母 昇城 1944 栗毛                                      | 母の父*ダイオライト Diolite 1927 黒鹿毛                | Needle Rock                                            | Rock Sand               | Rock Sand        |
| 母 昇城 1944 栗毛                                      | 母の父*ダイオライト Diolite 1927 黒鹿毛                | Needle Rock                                            | Needlepoint             |                  |
| 母 昇城 1944 栗毛                                      | 母の母月城 1932 栗毛                                   | Campfire                                               | Olambala                | Olambala         |
| 母 昇城 1944 栗毛                                      | 母の母月城 1932 栗毛                                   | Campfire                                               | Nightfall               |                  |
| 母 昇城 1944 栗毛                                      | 母の母月城 1932 栗毛                                   | *星旗 Fairy Maiden                                     | Gnome                   | Gnome            |
| 母 昇城 1944 栗毛                                      | 母の母月城 1932 栗毛                                   | *星旗 Fairy Maiden                                     | Tuscan Maiden F-No.16-h |                  |